# Alina Fernández
Alina Fernández Revuelta (sinh năm 1956) là một nhà hoạt động xã hội người Cuba. Bà là con gái của vị lãnh đạo của Cuba là ông Fidel Castro. Bà đã bị chỉ trích bởi chính quyền của Cuba, nơi bà sống cho đến năm 1993.

## Tiểu sử
Fernández sống với người mẹ của mình là bà Natalia Revuelta Clews, người sinh ra tại Havana vào năm 1925 và người cha dượng Orlando Fernández. Ở Cuba, bà Fernández sống với công việc của một người mẫu và giám đốc điều hành về quan hệ công chúng của một công ty thời trang của Cuba, theo như Ban Chương trình Đại học. Vào năm 1993, khi đã 37 tuổi, bà đã rời Cuba đến Tây Ban Nha, có sử dụng những giấy tờ giả và cả tóc giả. Elena Díaz-Verson Amos, một di dân người Cuba, và người chồng của bà là John Amos (một người thành lập ra Alfac) đã giúp bà Fernández rời khỏi Cuba. Fernández đã sống ở Columbus, Georgia với Díaz-Verson trong một số năm.
Bà Fernández đã rời đến Miami, Florida và bà làm việc cho một đài phát thanh. Vào năm 1998, bà viết cuốn sách Con gái của Castro: Hồi ký của một người chạy trốn của Cuba đã mô tả cuộc sống của mình ở Cuba và những thay đổi xảy ra trong gần 4 thập niên đã qua. Bà có một chường trình phát thanh có tên là Simplemente Alina (Alina Đơn giản) thuộc đài WQBA ở Miami. Vào thứ ba và thứ năm, giá vé trong chương trình của bà la tốt, với những khách mời như các họa sĩ và nhà soạn nhạc. Bà dành những ngày thứ tư để nói về chính trị của Cuba.
Bà có một người con gái. Trong một cuộc phỏng vấn vào năm 2008 với tạp chí Foreign Policy, bà nói rằng bà thân thiét với người chú của mình là Raúl Castro hơn là người cha Fidel. Bà nói rằng Raúl, người tiếp nối cha bà với vai trò chủ tịch của Cuba, đã giúp đỡ bà trong một số dịp. "Ông ấy là con người mà bạn có thể đến và yêu cầu sự giúp đỡ trong mọi lúc nếu như bạn có một vấn đề thực tế nào đó. Về mặt cá nhân tôi hỏi ông ấy để được sự giúp đỡ hai lần, và ông ấy giúp tôi ngay lập tức. Trong gia đình này, ông ấy là người duy nhất có thể giúp bạn. Trong những vấn đề như thế này, Fidel thực sự không giúp ích gì".
Vê việc bà có muốn trở lại Cuba hay không, bà Fernández đã trả lời: "Tôi không biết. Trong những năm sống dài, tôi đã trở thành một cái cây già cỗi và già cỗi hơn mà không có gốc".

## Vụ kiện
Người cô của bà Fernández, Juanita Castro, đã tố cáo cháu mình vì tội phỉ báng nói xấu vê các đoạn văn về đoạn tự truyện về Juanita và cha mẹ của Fidel, Angél Castro và Lina Ruz. Vào năm 2005, một phiên tòa tiếng Tây Ban Nha đã phán quyết Fernández và Plaza & Janes, nhà xuất bản tại Barcelona của Random House, phải trả 45000 dollar Mỹ cho Juanita, người nói rằng cuốn sách đã phỉ báng gia đình của bà: "Những người đã ăn hết đĩa của Fidel hôm qua đến đây và muốn có tiền và quyền lực, vì vậy họ nói bất cứ điều gì họ muốn, ngay cả khi điều đó không đúng... Một phần gia đình tôi chịu trách nhiệm cho rất nhiều đau khổ ở Cuba - bạn không thể thay đổi cái đó". Juanita cũng nói thêm rằng: "Nhưng không ai có quyền xúc phạm gia đình của Fidel. Xúc phạm Fidel - có rất nhiều điều để nói". Một bản dịch tiếng Anh của cuốn tự truyện nói trên đã loại bỏ những đoạn đó.

## Sách và tự truyện
- Havana Dreams, a Story of Cuba by Wendy Gimbel (Alfred A. Knopf, 1998) ISBN 0-679-43053-9
- Castro's Daughter, An Exile's Memoir of Cuba by Alina Fernandez (St. Martin's Press, 1997) ISBN 0-312-19308-4